# Coniferae

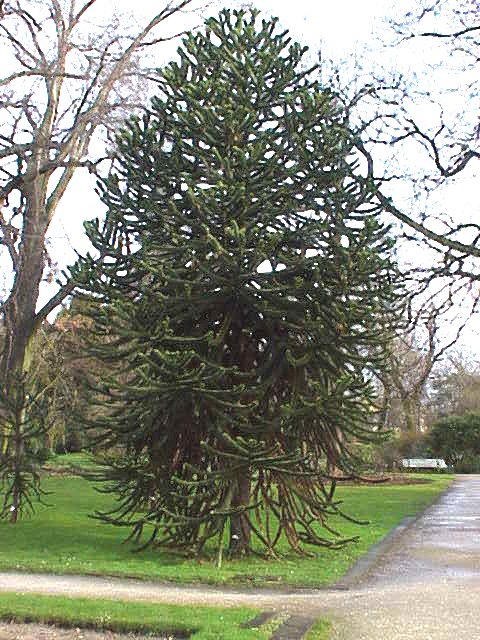
Araucaria

Coniferae, na classificação taxonômica de Jussieu (1789), é uma ordem botânica da classe Dicotyledones, Diclinae (flores unissexuadas), Apetalae (não tem corola), com os estames separados; isto é, em uma flor diferente dos pistilos.
Apresenta os seguintes gêneros:
- Ephedra, Casuarina, Taxus, Juniperus, Cupressus, Thuja, Araucaria, Pinus, Abies.